# زد تي إي
زد تي إي كوربوريشن (بالإنجليزية: ZTE Corporation)‏ اختصار (Chinese：中兴通讯) (Zhong Xing Telecommunication Equipment Company Limited) هي شركة تكنولوجيا صينية مملوكة جزئيًا للدولة، مُتخصصة في الاتصالات. تأسست في عام 1985، وهي مدرجة في بورصتي هونغ كونغ وشنتشن.
تُدير زد تي إي شبكات الناقل والمحطات والاتصالات. يتمثل عملها الأساسي في الاتصالات اللاسلكية، والتبادل، والوصول،[أي منها؟] والليف البصري، ومعدات اتصالات البيانات، وبرامج الاتصالات، والهواتف المحمولة.
كما تُوفر أيضًا مقاطع فيديو حسب الطلب ووسائط متدفقة. تبيع الشركة بشكل أساس المنتجات تحت اسمها الخاص، ولكنها أيضًا شركة تصنيع معدات أصلية. هي واحدة من أكبر خمس شركات لتصنيع الهواتف الذكية في سوقها المحلية.[بحاجة لتحديث]
واجهت الشركة انتقادات في الولايات المتحدة بشأن العلاقات المحتملة مع الحكومة الصينية التي يمكن أن تتيح رأسمالية المراقبة. في عام 2017، تم تغريم الشركة لتصديرها التكنولوجيا الأمريكية بشكل غير قانوني إلى إيران وكوريا الشمالية في انتهاك للعقوبات الاقتصادية. في أبريل 2018، بعد أن فشلت الشركة في توبيخ الموظفين المعنيين بشكل صحيح، حظرت وزارة التجارة الأمريكية الشركات الأمريكية (أشباه الموصلات) من التصدير إلى شركة زد تي إي لمدة سبع سنوات. تم رفع الحظر في يوليو 2018 بعد أن حلّت الشركة محلّ إدارتها العليا، ووافقت على دفع غرامات إضافية وإنشاء فريق امتثال داخلي لمدة 10 سنوات. في يونيو 2020، صنّفت هيئة الاتصالات الفيدرالية شركة زد تي إي على أنها تهديد للأمن القومي، وبالتالي منعها من أي دعم حكومي أمريكي.

## التاريخ

شعار زد تي إي المستخدم حتى عام 2015

تأسّست زد تي إي في البداية باسم شركة زد تشونغشينغ لأشباه الموصلات" في شنجن، مقاطعة غوانغدونغ، في عام 1985، وقد تم تأسيسها من قبل مجموعة من المستثمرين المرتبطين بوزارة صناعة الطيران الصينية. في مارس 1993، غيرت اسمها إلى شركة "زد تشونغشينغ لمعدات الاتصالات الجديدة" برأس مال قدره 3 مليون يوان صيني، وأنشأت نموذج عمل جديد ككيان اقتصادي "مملوك للدولة وقائم على التشغيل الخاص". على الرغم من العلاقات مع الدولة، تطورت الشركة إلى شركة زد تي إي المتداولة علنًا، بعد أن قدّمت عرضاً عامًا أوليًا في بورصة شنتشن سنة 1997، وآخر في بورصة هونغ كونغ في ديسمبر 2004.
بينما استفادت الشركة في البداية من المبيعات المحلية، تعهّدت باستخدام عائدات الطرح العام الأولي في هونغ كونغ عام 2004 لتوسيع نطاق البحث والتطوير والمبيعات الخارجية للدول المتقدمة والإنتاج في الخارج. لتحقيق تقدم في سوق الاتصالات الدولية في عام 2006، فقد استحوذت على 40٪ من الطلبات العالمية الجديدة لشبكات الوصول المُتعدد بتقسيم الترميز[تحقق من المصدر] وقد تصدرت سوق معداتها العالمية من حيث عدد الشحنات. في العام نفسه أيضًا، عثرت زد تي إي على عميل في شركة تليوس الكندية، وعضوية في تحالف واي-فاي. سرعان ما اتبعت شركة تليوس المزيد من العملاء في الدول المتقدمة، وفي عام 2007 باعت شركة زد تي إي لشركة فودافون البريطانية، وشركة تليفونيكا الإسبانية، وشركة تلسترا الأسترالية، بالإضافة إلى حصولها على أكبر عدد من عقود الوصول المُتعدد بتقسيم الترميز على مستوى العالم. بحلول عام 2008، حقّقت زد تي إي قاعدة عملاء عالمية، مع مبيعات في 140 دولة.
بحلول عام 2009، أصبحت الشركة ثالث أكبر بائع لمعدات اتصالات جي إس إم في جميع أنحاء العالم، وحوالي 20٪ من جميع معدات جي إس إم المُباعة في جميع أنحاء العالم، في ذلك العام التي كانت تحمل علامة زد تي إي التجارية. اعتبارًا من عام 2011، أصبحت تمتلك حوالي 7٪ من براءات اختراع تطور طويل الأمد الرئيسية، وفي العام نفسه، أطلقت هاتف (MTS 945)، وهو أول هاتف ذكي في العالم مزود بنظام ملاحة مزدوج GPS/غلوناس. وتدّعي زد تي إي أنها تخصص 10٪ من إيراداتها السنوية للبحث والتطوير، وإنتاج براءات الاختراع وتراخيص المرافق بوتيرة سريعة. سجلت «زد تي إي» 48000 براءة اختراع على مستوى العالم، مع منح أكثر من 13000 براءة اختراع. في عامين متتاليين (2011 و2012)، مُنحت زد تي إي[متى؟] أكبر عدد من طلبات براءات الاختراع على مستوى العالم، وهي الأولى لشركة صينية.

### العقوبات الأمريكية وحظر الاستيراد
في مارس 2017، أقرت شركة زد تي إي بأنها مذنبة بتصدير التكنولوجيا الأمريكية بشكل غير قانوني إلى إيران وكوريا الشمالية في انتهاك للعقوبات التجارية، وفُرضت عليها غرامة إجمالية قدرها 1.19 مليار دولار أمريكي من قبل وزارة التجارة الأمريكية. كانت أكبر غرامة أمريكية على الإطلاق لانتهاكات الرقابة على الصادرات.
سُمح لشركة زد تي إي بمواصلة العمل مع الشركات الأمريكية، بشرط توبيخ جميع الموظفين المتورطين في الانتهاكات بشكل صحيح. ومع ذلك، وجدت وزارة التجارة أنّ زد تي إي قد انتهكت هذه الشروط وأدلت ببيانات كاذبة فيما يتعلق بامتثالها، حيث قامت بفصل 4 من كبار المسؤولين فقط وما زالت تقدم مكافآت لـ 35 موظفًا آخرين متورطين في الانتهاكات. في 16 أبريل 2018، منعت وزارة التجارة الشركات الأمريكية من تقديم الصادرات إلى زد تي إي لمدة سبع سنوات. نشأ ما لا يقل عن 25٪ من المكونات على هواتف زد تي إي الذكية الحديثة من الولايات المتحدة، بما في ذلك معالجات كوالكوم وبرامج أندرويد المعتمدة مع خدمات جوجل للجوال. ذكر أحد المحللين أن الأمر سيستغرق قدرًا كبيرًا من الجهد لشركة زد تي إي لإعادة تصميم منتجاتها بحيث لا تستخدم مكونات أمريكية المنشأ.
في 9 مايو 2018، أعلنت شركة زد تي إي أنه على الرغم من أنها «تتواصل بنشاط مع الإدارات الحكومية الأمريكية ذات الصلة» لعكس حظر التصدير، إلا أنها علقت «أنشطتها التشغيلية الرئيسية» (بما في ذلك التصنيع) وتداول أسهمها. في 13 مايو 2018، صرّح الرئيس الأمريكي دونالد ترامب أنه سيعمل مع الرئيس الصيني شي جين بينغ لإلغاء الحظر. قيل إن حظر التصدير كان يستخدم كوسيلة ضغط من قبل الولايات المتحدة كجزء من نزاع تجاري مستمر مع الصين. في 7 يونيو 2018، وافقت زد تي إي على تسوية مع وزارة التجارة من أجل رفع حظر الاستيراد. وافقت الشركة على دفع غرامة قدرها مليار دولار أمريكي، ووضع 400 مليون دولار أمريكي إضافية من أموال الغرامة الموقوفة في حساب الضمان، واستبدال الإدارة العليا بالكامل، وإنشاء قسم امتثال تختاره الوزارة.
في وقت لاحق من ذلك الشهر، أقر مجلس الشيوخ الأمريكي نسخة من قانون تفويض الدفاع الوطني للسنة المالية 2019 التي منعت التسوية، وحظرت الحكومة الفيدرالية من شراء المعدات من هواوي وزد تي إي (باعتبارهما خطرا على الأمن القومي، بسبب مخاطر مراقبة الحكومة الصينية). انتقد أعضاء مجلس الشيوخ التسوية باعتبارها «خدمات شخصية» بين ترامب والحكومة الصينية، حيث أصدرت الحكومة الصينية قرضًا لمشروع مدينة ملاهي إندونيسية مع ملعب ترامب للجولف بعد إعلان مايو 2018. ومع ذلك، فإن نسخة مجلس النواب من مشروع القانون، التي وقّع عليها ترامب، لم تتضمن بندًا يحظر التسوية، لكنها لا تزال تتضمن حظرًا على الشراء الفيدرالي لمنتجات هواوي وزد تي إي.
في 13 يوليو 2018، تم رفع أمر الرفض رسميًا.
في يناير 2019، تم الإعلان عن احتفاظ شركة زد تي إي بخدمات السناتور السابق جو ليبرمان كعضو ضغط.
في يوليو 2020، حظرت الحكومة الأمريكية الشركات التي تستخدم زد تي إي من تلقي العقود الفيدرالية. في سبتمبر، قدّمت وزارة العدل الأمريكية شكوى جنائية ضد شركة زد تي إي متهمة إياها باستخدام شركتين صوريتين لانتهاك العقوبات المفروضة على كوريا الشمالية.

### التحقيق في الرشوة
في عام 2020، تم الكشف عن أن وزارة العدل الأمريكية فتحت تحقيقًا في شركة «زد تي إي لانتهاكات محتملة لقانون الممارسات الأجنبية الفاسدة.

## الشركات التابعة

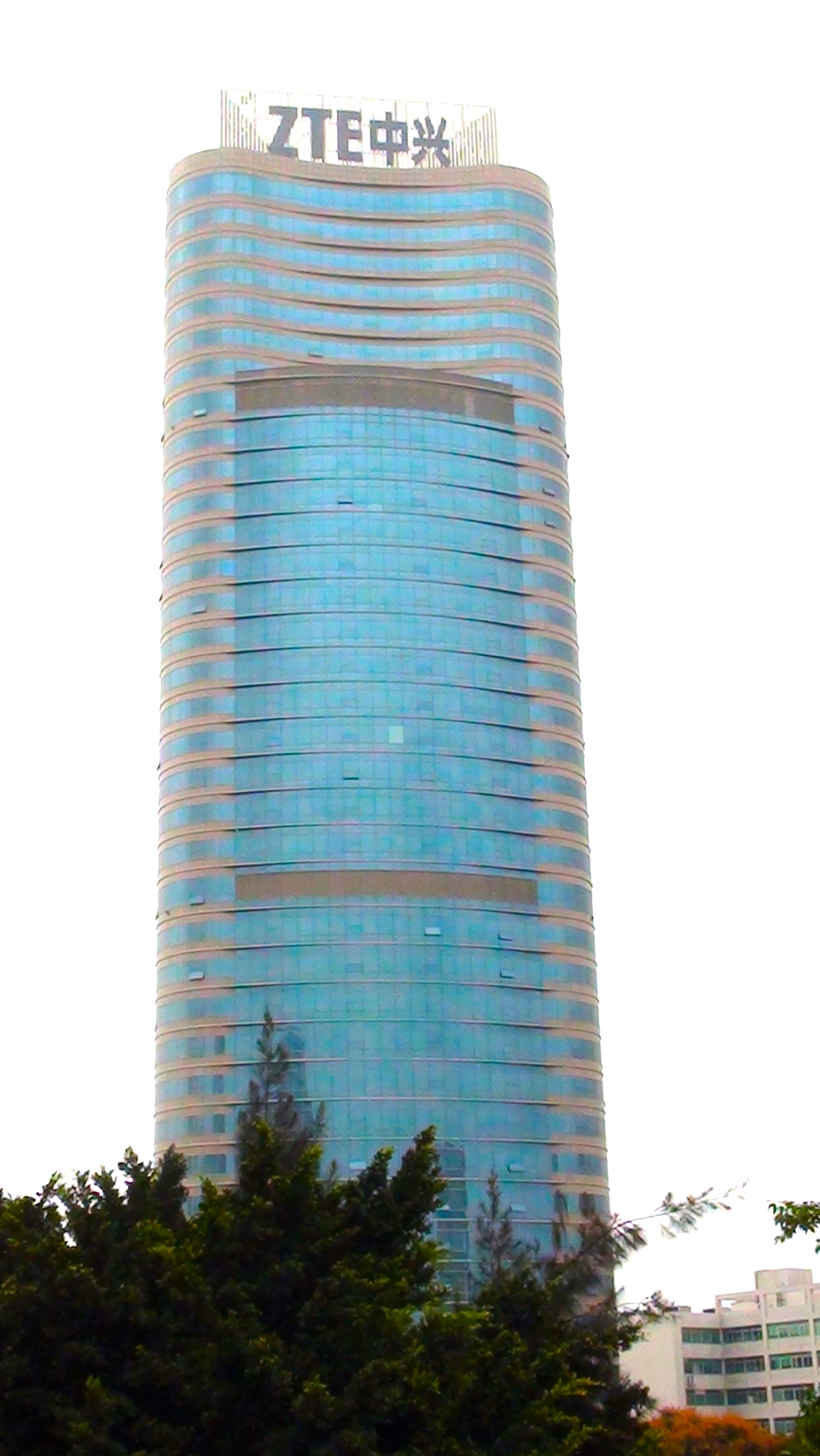
برج زد تي إي في شنتشن

تمتلك زد تي إي العديد من الشركات التابعة الدولية في عدة دول، منها: إندونيسيا وأستراليا وألمانيا والولايات المتحدة والهند والبرازيل وسريلانكا وميانمار وسنغافورة ورومانيا.
تشارك (ZTEsoft) في صناعة تكنولوجيا المعلومات والاتصالات، وتتخصص في توفير (BSS/OSS)، ومنتجات وخدمات البيانات الضخمة لمشغلي الاتصالات وتكنولوجيا المعلومات والاتصالات، ومنتجات وخدمات الصناعة والمدن الذكية للمؤسسات والحكومات.[بحاجة لمصدر]
كانت نوبيا تكنلوجي شركة فرعية مملوكة بالكامل لشركة زد تي إي. قامت الشركة بعد ذلك بالتخلص من غالبية أسهمها في الشركة. وفي عام 2017، خفّضت حصّتها إلى 49.9٪.
زونيرجي (Zonergy) هي شركة للطاقة المتجددة لها مصالح في توليد الكهرباء، من خلال حدائق الطاقة الشمسية في الصين وباكستان، وزراعة زيت النخيل في إندونيسيا لإنتاج الوقود الحيوي. تعد زد تي إي مساهمًا رئيسيًا وكان لها دور فعال في إنشاء الشركة في عام 2007، ولكنها تمتلك أقلية من الأسهم في الكيان.

## المُنتجات
تعمل زد تي إي في ثلاثة قطاعات أعمال: شبكات الناقل (~ 54٪)، والمحطات الفاصلة (~ 29٪)، والاتصالات (~ 17٪).[بحاجة لمصدر]
يمكن ترتيب المنتجات تقريبًا إلى ثلاث فئات: المعدات المستخدمة من قبل مشغلي الشبكات (الروابط والعقد، وما إلى ذلك)، والمعدات المستخدمة للوصول إلى الشبكات (المحطات الفاصلة)، والخدمات التي تشمل البرامج. في أكتوبر 2010، تلقّت وحدة التشفير الموحدة زد تي إي شهادة الأمان الأمريكية/الكندية (FIPS140-2).

### مُستهلكي الإكترونيات

#### الهواتف المحمولة
اعتبارًا من عام 2012، أصبحت زد تي إي رابع أكبر شركة لبيع الهواتف المحمولة. كما احتلّت المركز الخامس في قائمة المتصدرين لبائعي الهواتف الذكية. كما اعتُبرت زد تي إي رابع أكبر مورد للهواتف الذكية (حصة سوقية بنسبة 5٪) في الربع الثاني من عام 2013. كما أنها تصنع الحواسيب اللوحية.
في نوفمبر 2017، أعلنت زد تي إي عن (Axon M). يمكن للشاشتين تشغيل تطبيقات منفصلة، أو نشر تطبيق واحد على حجم العرض المدمج الذي يبلغ 6.75 بوصة. الشاشة الثانية تعمل أيضًا كمسند.
في عام 2019، تم الإعلان عن (ZTE AXON S)، وهو مفهوم جديد تمامًا للهواتف الذكية بدون ثقوب أو فتحات بفضل شريط التمرير الجانبي.

#### نقاط اتصال المحمول
```
في أغسطس 2011، تم الإعلان عن 
النقاط الوصول المحمولة
 
جيل رابع
 (MF60) و (MF80).
[
93
]
```

#### هاتف الويندوز
خلال ملتقى عالم الهاتف النقال 2014 في إسبانيا، أعلنت شركة مايكروسوفت أنّ زد تي إي هي أحدث شريك للأجهزة لمنصة ويندوز فون.

## وصلات خارجية
- الموقع الرسمي